# Actinodaphne novoguineensis
Actinodaphne novoguineensis là loài thực vật có hoa trong họ Nguyệt quế. Loài này được Teschner miêu tả khoa học đầu tiên năm 1923.